# HarmoKnight
HarmoKnight, conocido en Japón como Rhythm Hunter: HarmoKnight (リズムハンター ハーモナイト Rizumu Hantā: HāmoNaito?), es un juego de plataformas y de ritmo desarrollado por Game Freak como título descargable para Nintendo 3DS. El juego fue lanzado en la Nintendo eShop de Japón el 5 de septiembre de 2012, mientras que en América y en Europa salió el 28 de marzo de 2013.

## Argumento
Un planeta musical conocido como Melodia de repente es atacado por monstruos malvados conocidos como disonoides. Le corresponde a un joven llamado Tempo vencer a los disonoides y restablecer el orden en Melodia.

### Personajes
Tempo (テンポくん Tenpo-kun?)
El protagonista del juego. Blande su báculo legendario en el momento justo para golpear a los enemigos y percusiplantas en cuanto se abalanza sobre ellas. También es capaz de coger notas que ondean en el aire o saltar para evitar hoyos mortíferos.
Tappy (タッピー Tappī?)
Un conejo danzarín que proporciona información útil.
Lira (ライラ Raira?)
Esta guerrera melódica porta una lira que le permite atacar a enemigos a larga distancia. Mide a la perfección las pulsaciones de los botones ayudándote de la mirilla, que se posará sobre los enemigos que entren en escena.
Taiko (ジンベイ Jinbei?)  y Cimbi (シンビィ Shinbī?)
Taiko, batería musculoso, tamborilea por lo bajo y Cimbi, mono con platillos, toca los platillos subido en el tambor: pulsa el botón adecuado cuando te encuentres con enemigos a diferentes alturas.
Flautínez (ウッドウインド先生 Uddouindo-sensei?)
El profesor de Tempo y antiguo guarda de Ciudad Sinfonía. Hace mucho tiempo salvó Melodia. Es un experto en instrumentos de viento hechos de madera.
Gargan
El antagonista principal y líder de los disonoides, que secuestra a la princesa de Melodia.

## Modo de juego
Los jugadores controlan a un joven llamado Tempo mientras viaja a través de los distintos niveles donde se desplaza automáticamente. El objetivo de cada nivel es recoger las notas musicales, tantas como sea posible, ya sea las que se encuentran en todo el nivel o las que se gana por golpear a enemigos y objetos. Estas acciones coinciden con el ritmo de la música. Muchos de estos niveles cuentan con varias rutas que el jugador puede tomar para obtener una puntuación más alta o localizar bonificaciones ocultas como Toris. Si Tempo es golpeado por un enemigo o un obstáculo, perderá un corazón, en su defecto pierde el nivel si pierde todos sus corazones o cae en un hoyo. Al final de cada etapa, el jugador ganará una nota basada en cuántas notas musicales ha reunido. Si el jugador recibe una alta calificación en una nivel, se desbloqueará una versión más rápida de ese nivel. En algunas partes el control pasará a otros personajes, como Lira que usa una ballesta y Taiko que se ocupa de los enemigos altos y bajos. Algunos niveles culminarán en varios combates contra jefes, que requieren que Tempo repita las acciones realizadas por el enemigo. El juego también cuenta con fases de bonificación con música de la serie Pokémon.

## Mundos
El juego consta de un mundo inicial (un tutorial), un reino, 7 mundos, y uno extra que se consigue al terminar el juego. Estos son:
Woodwin Village: Aquí es donde empieza el juego. Su género musical es el ABC. Aquí es donde aprendemos los movimientos de Tempo (Saltar y Atacar). Y aquí conseguimos el báculo legendario donde comienza la aventura
Marching Hills: El primer mundo del juego. Su género musical son los desfiles. Aquí nos topamos con Lira con quien aprenderemos a hacer ataques lejanos. Aquí se presenta Gargan por primera vez y tendremos que enfrentarnos contra Growlord
Minijefe: Growlik
Jefe del nivel: Growlord
Rock Range: El segundo mundo del juego. Su género musical es el Rock. Aquí nos topamos con Taiko y Cimbi y aprendemos como manejarlos para atacar arriba (Cimbi) y abajo (Taiko). Aquí peleamos con Dragnarock, una de las criaturas de Melodia y al final luchamos contra Buzzooka
Minijefe: Dragnarock
Jefe del nivel: Buzzooka
Simphony City: Un pueblo donde se oye el cantar de la princesa Ariana quien tiene una hermosa voz. Gargan secuestra a la princesa y pone a los habitantes en un sueño eterno que solo los puede despertar la voz de la princesa. Ahora el deber de Tempo y sus amigos es derrotar a Gargan y rescatar a la princesa Ariana
Nota: En este lugar hay un candado al otro lado del castillo que solo se va a abrir al conseguir los 5 pinklefs (unas aves de color rosado) ocultos en el juego
Calypso Beach: El tercer mundo y su género es la música Tropical. Aquí nos topamos con Octarina la mejor bailarina de toda Melodia con quien bailamos para poder cruzar. A diferencia de los demás enemigos, ella solo nos invitara a bailar (Lo cual no va a gastarnos corazones). Tras bailar con ella por segunda ocasión nos toparemos con Discordred el villano de ese mundo
Minijefe: Octarina (A diferencia del resto, ella solo nos va a invitar a bailar por lo cual no perderemos corazones)
Jefe del nivel: Discordred
Showtime Island: El cuarto mundo. Su género es el Jazz. Solo consta de 3 niveles
Sleighbell Slopes: El quinto mundo. Su género son los Villancicos. Aquí rondamos por todo el nivel pero nos topamos con un meteorito que no podremos quitar por el momento. Tras seguir en el lugar, llegamos con el jefe. Pero nuestros héroes se topan con la Princesa Ariana y Gargan quien la esta convirtiendo en la reina disnoide. Tras hablar con Gargan e irse empezamos una batalla contra Winterwulf
Minijefe: Howlik
Jefe del nivel: Winterwulf
Metal Mountains: El sexto mundo y su género es el Metal. Solo consta de 3 niveles
Baroque Volcano: El séptimo y último mundo. Su género es la música Clásica. Al avanzar al nivel nos toparemos con Clasikaos. Tras acabarlo avanzamos hasta llegar al meteoro gigante donde tendremos que enfrentarnos a Gargan para salvar la princesa Ariana (quien estaba siendo convertida en una disnoide). Tras derrotar a Gargan nuestros héroes, ya con la princesa Ariana a salvo se dirigen a Symphony City. Tras pasar los créditos y entrar de nuevo a la partida, Tappy nos va a decir que aunque Gargan se haya ido, su aventura aún no termina
Minijefe: Classikaos
Jefe final: Gargan
Sky Roost: El Octavo y mundo extra del juego. Es un recopilación de los mundos que hemos jugado. Para acceder a él hay que conseguir a los 5 pinklefs para que quiten el candado que nos llevara a Sky Roost
Nota: Tras acabar el juego, tendremos notas suficientes para acceder al nivel del mundo 5 que estaba bloqueado para conseguir al último)

## Niveles Extra
Además, de los niveles, hay 5 niveles extra que desbloqueas al avanzar en el juego. Estos niveles contienen una canción en referencia a Pokémon. Son:
-The Gym
-Route 26
-Your Bicycle
-Champion Battle
-Trainer Battle
Además de esos niveles, existen las fases rápidas. Las cuales son las mismas fases pero más rápido. Si se sacan Great en las versiones rápidas se tendrá de regalo algunos modelos y dibujos en base al juego

## Desarrollo
El juego fue anunciado durante una presentación de Nintendo Direct el 29 de agosto de 2012, con una demo jugable lanzada en Nintendo eShop poco después. El juego fue anunciado después para un próximo lanzamiento en América y Europa.